# Luis Jaime Carvajal y Salas
Luis Jaime Carvajal y Salas (Madrid, 29 de octubre de 1942 - 7 de febrero de 2023), duque de Aveyro, fue un jinete español. Fue campeón de España en 1969 y 1975.

## Participaciones en Juegos Olímpicos
- Múnich 1972, séptimo en salto por equipos.